# Irmandiños

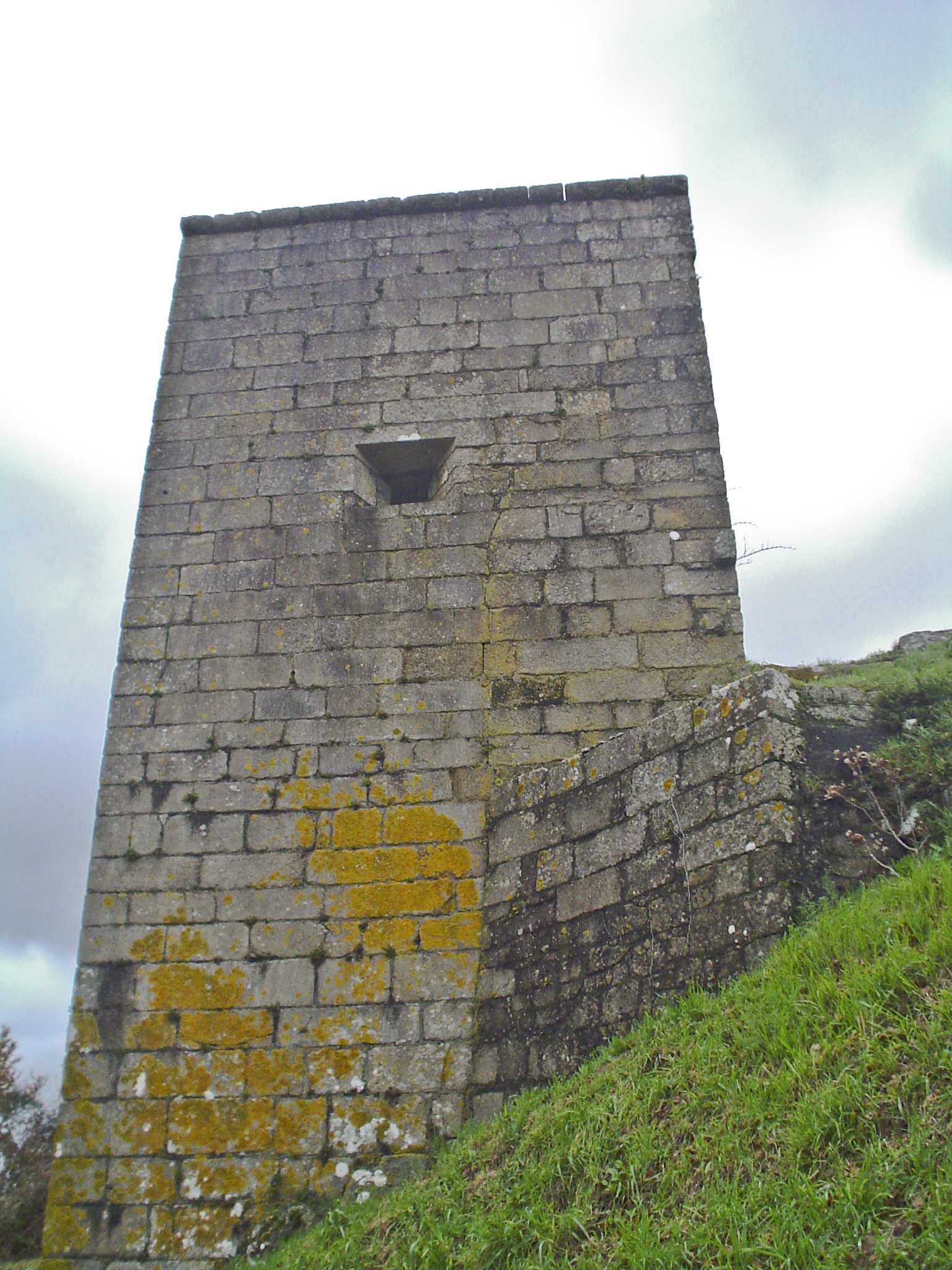
Una delle torri di Altamira, castello distrutto dagli irmandiños e di nuovo ricostruito.

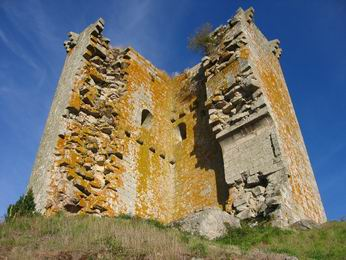
Castello di Sandiás. Destrutto dagli irmandiños nel 1467.

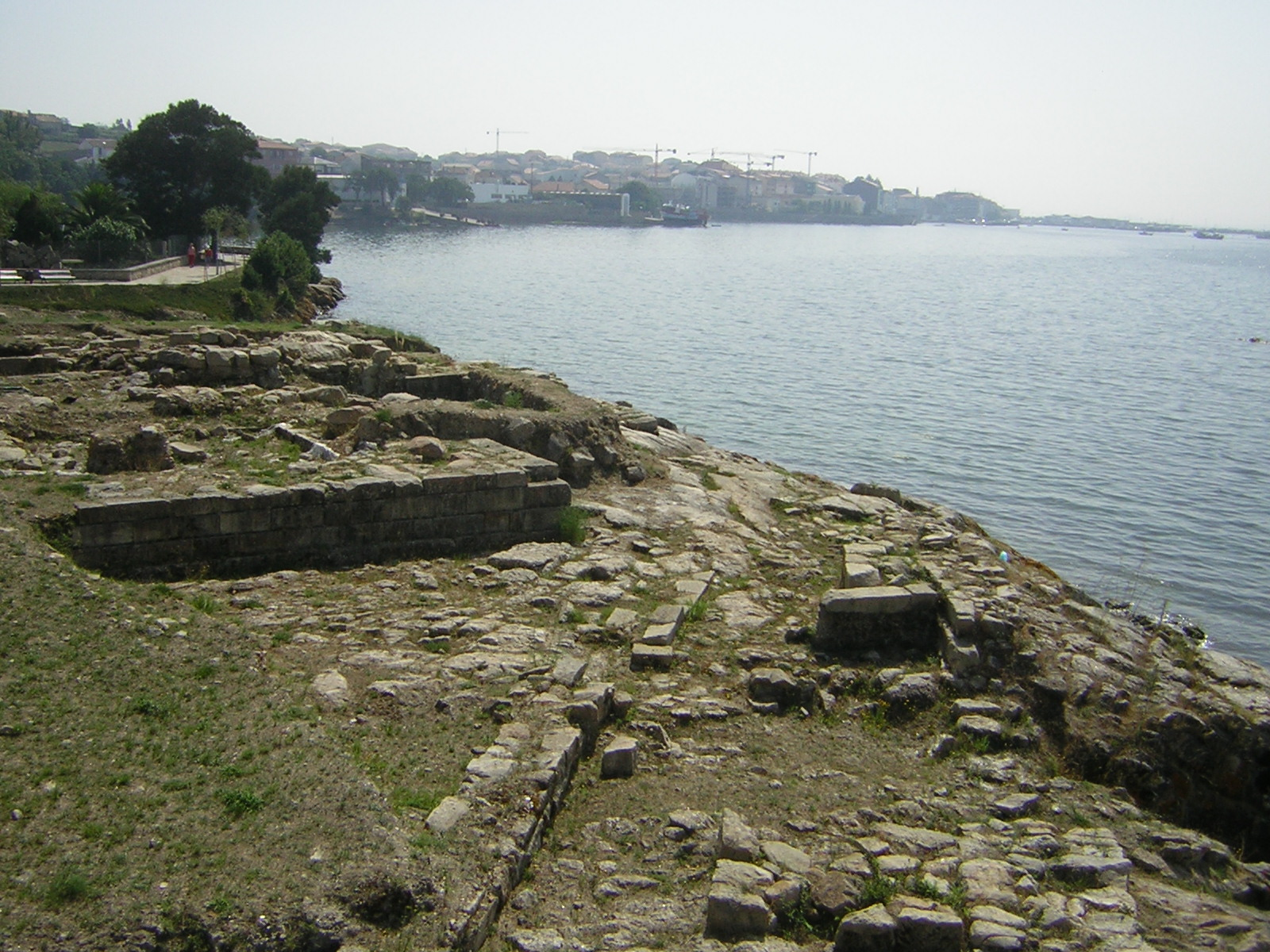
Rovine del Castello della Lúa distrutto dagli irmandiños intorno al 1465.

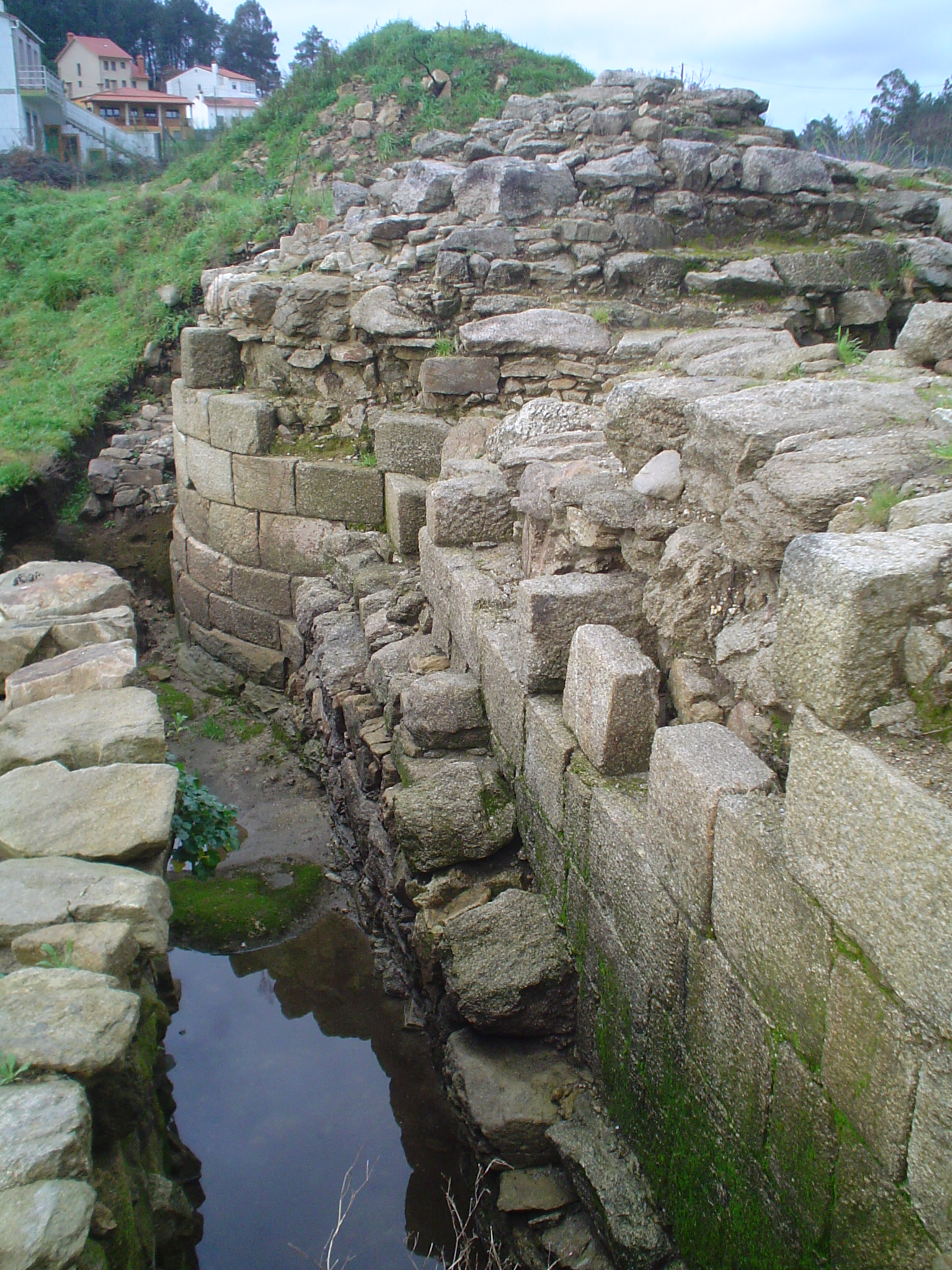
Resti del Castello della Rocha Forte distrutto da gruppi di irmandiños nel 1466.

Nella Galizia medievale, gli irmandiños erano i membri delle Irmandades (lett. Fratellanze) costituitesi per la difesa dei loro interessi di fronte agli abusi dei signori.
Nel XIV secolo entrava in Galizia una nobiltà molto guerriera, che attaccava monasteri, vescovi, cittadini e contadini. Di questa nobiltà, Sorta dopo le lotte di Pietro I "il Crudele" ed Enrico II, ne facevano parte gli Osorio a Lemos e Sarria, gli Andrade a Pontedeume, i Sarmiento, gli Ulloas, i Sotomaior... Lottavano contro le istituzioni depredandole con violenza delle loro ricchezze. L'epoca di conflitti in Galizia si ebbe nel XV secolo. Dei continui conflitti sociali hanno rilevanza le due "guerre irmandiñas": la prima viene detta “Irmandade Fusquenlla”; la seconda, “Grande guerra irmandiña”.
Le prime irmandades si formarono contro il vescovo Diego Xelmírez, contro il quale si sollevarono varie volte i cittadini e parte del clero di Compostela (1116 e 1140).

## Irmandade Fusquenlla
La Irmandade Fusquenlla si costituì nell'anno 1431 nelle terre del signore di Andrade, a causa dell'estrema durezza con cui Nuno Freire de Andrade, o Mao, trattava i suoi vassalli, peggiorata ancor più dalla visita dell'infante Enrico di Aragona in Galizia, il quale voleva gravarla di un tributo speciale. La rivolta si accese nelle contee di Pontedeume e Betanzos arrivando ad espandersi fino a Lugo e Mondoñedo rovesciando alcune fortezze nobiliari, come il castello degli Andrade nel villaggio di Pontedeume.
I dissensi interni fecero sì che la rivolta fallisse davanti alle truppe degli Andrade, del re di Castiglia e dell'arcivescovo di Santiago. Roi Xordo, un fidalgo di A Coruña, condusse le truppe della Irmandade Fusquenlla e morì nella repressione successiva alla sconfitta irmandiña.

## Grande guerra irmandiña
La grande guerra irmandiña ebbe luogo negli anni 1466-1469. Era arrivato il momento in cui "os gorrións habían de correr tralos falcóns" (lett. "i passeri avrebbero inseguito i falchi"). I preparativi per la formazione di una Irmandade Generale cominciarono anni prima da parte di Afonso de Lanzós e con il sostegno di vari concellos (La Coruña, Betanzos, Ferrol, Lugo) che furono i focolai iniziali del movimento. In questo caso, la rivolta irmandiña fu un'autentica guerra civile dovuta alla diversificata e numerosa partecipazione sociale che riuscì a provocare. 
La causa della rivolta popolare furono i cattivi raccolti e la conseguente fame, la peste e anche abusi commessi da cavalieri e prelati. A proposito di questi ultimi, nel Preto Tabera-Fonseca ci sono diverse testimonianze che denunciano soprusi:
(Estratto dal Preito Tabera-Fonseca, Fol. 1104 v)
Secondo le testimonianze del Preito Tabera - Fonseca, il numero degli irmandiños sarebbero stati circa 80.000. Nell'organizzazione e sviluppo della guerra irmandiña parteciparono vari gruppi sociali: contadini, gente delle città, bassa nobiltà e fidalguía e alcuni membri del clero, come i canonici compostelani che appoggiarono economicamente il movimento irmandiño. I capi militari del movimento appartenevano alla bassa nobiltà e furono i seguenti:
- Pedro de Osorio agì nel centro della Galizia, soprattutto nella zona di Compostela.
- Alonso Lanzós condusse la rivolta nella zona nord della Galizia.
- Diego de Lemos condusse le azioni irmandiñas a sud di Lugo e a nord di Ourense.

Il "culmine" del movimento irmandiño si rese possibile per l'esistenza di ciò che il migliore studioso del periodo, Carlos Barros, chiama "mentalidade xusticeira e antiseñorial" (mentalità giustiziera e antifeudale) della società galiziana del basso medioevo, che si opponeva alle ingiustizie commesse dai signori, considerati secondo la voce popolare dei “malfeitores” (malfattori). 
I nemici degli irmandiños furono fondamentalmente i nobili laici, proprietari di castelli e fortezze, i prelati (encomendeiros) delle principali chiese e monasteri. Gli irmandiños distrussero circa 130 castelli e fortezze nei due anni di guerra irmandiña. La stirpe dei Lemos, Andrade e Moscoso furono il bersaglio preferito degli irmandiños, i quali, al contrario, non attaccarono gli ecclesiastici. In un primo momento parte della nobiltà oggetto dell'ira irmandiña fuggì nel Portogallo o in Castiglia. 

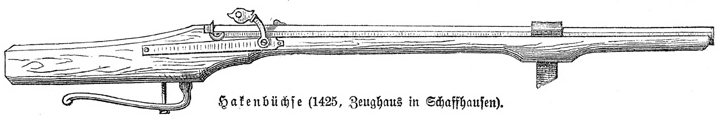
I soldati di Pedro Álvarez usavano archibugi nella seconda guerra irmandiña. Il disegno è del 1425

Nel 1469, Pedro Madruga inizia dal Portogallo il contrattacco feudale, facendo affidamento sull'appoggio degli altri nobili e delle forze dell'arcivescovo di Santiago di Compostela. Le truppe feudali, contando su una migliore tecnologia bellica (sappiamo che le truppe di Pedro Madruga utilizzarono moderni archibugi), sconfissero gli irmandiños, catturando e giustiziando i capi della rivolta. La vittoria delle truppe di Pedro Madruga fu dovuta all'appoggio dei monarchi di Castiglia e Portogallo e alle divisioni delle forze irmandiñas. Ma ben presto la vincente nobiltà si vide coinvolta di nuovo in lotte dinastiche che prepararono il definitivo sradicamento del territorio galiziano.

## Organizzazione
A capo delle Irmandades c'erano le "Xuntas de Irmandade" (lett. Giunte di Fratellanza), insieme ai procuradores delle Irmandades locali e ai rappresentanti dei settori annessi. Da queste "giunte" venivano emanate le decisioni di governo, ma era poi il sindaco (alcalde) di ogni Irmandade locale l'incaricato ad eseguirle con l'aiuto dei cuadrilleiros (lett. caposquadra) che avevano sotto il loro comando una mesnada di un centinaio di uomini.
I capitani Afonso de Lanzós, Diego de Lemos e Pedro Osorio erano gli incaricati della direzione militare della Irmandade.

## Conseguenze delle guerre irmandiñe
Le guerre irmandiñe prepararono il terreno, circa due decenni dopo, all'opera di centralizzazione dei monarchi cattolici, i quali nominarono un governatore-capitano generale e crearono un'audiencia per il regno di Galizia onde rimuovere l'amministrazione della giustizia allora in mano dei signori locali e porla sotto l'egida della Corona. Inoltre ordinarono che nessuno dei castelli distrutti dagli irmandiños dovesse mai più essere ricostruito, e i monasteri galiziani dovessero essere posti sotto l'autorità dei loro rispettivi ordini religiosi castigliani. I monarchi cattolici inoltre eliminarono o neutralizzarono i potenti signori feudali. In particolare è possibile che Pedro Madruga — che rimase grato al re del Portogallo e, quindi, con il sostegno di Giovanna la Beltraneja nel suo obiettivo di ottenere la corona di Castiglia contro Isabella — venisse assassinato da loro nel 1486. (L'altra possibilità, a seconda della cronaca, è che egli fosse morto di carbonchio). Un altro potente signore, Pero Pardo de Cela, venne giustiziato e le sue terre incorporate nel dominio reale. Infine, Ferdinando e Isabella estesero l'autorità della Santa Hermandad alla Galizia abolendo nel 1480 ogni traccia di servitù della gleba nella regione.

## Attualità
Dal 2006 ogni anno si realizza al Castello di Monterrei (Verín) un gioco di ruolo dal vivo della durata di tre giorni chiamato «Irmandiños: A Revolta». Il gioco, organizzato da 13Negativo.com e finanziato dalla Giunta di Galizia, ha contato circa 800 partecipanti nella sua ultima edizione, facendone il gioco di ruolo dal vivo con più partecipanti al mondo (Record Guinness 2008). L'edizione del 2009 venne differita per mancanza di fondi da parte della Giunta. Già nel 2010, fu nuovamente rinviata e infine annullata.